# Ju-Jitsu International Federation
Die Ju-Jitsu International Federation (JJIF, bis 1998 International Ju-Jitsu Federation/IJJF) ist der internationale Dachverband der einzelnen Landesverbände im Jiu-Jitsu. Sie gehört dem Sportaccord und der International World Games Association an. Der Dachverband sitzt in der Schweiz.

## Ziele
Die Ju-Jitsu International Federation repräsentiert die Kampfkunst Jiu-Jitsu. Dabei macht sie keinen Unterschied zwischen den einzelnen Stilen, sondern versucht den Sport in seiner Gesamtheit zu repräsentieren. Sie legt auch die Regeln für die verschiedenen Meisterschaften im Jiu-Jitsu fest: die Duo-Wettkämpfe, das internationale Jiu Jitsu Fighting sowie Ne-Waza (auch als Brazilian Jiu-Jitsu bekannt).

## Geschichte
1977 wurde auf Initiative der europäischen Staaten Deutschland, Italien und Schweden die Ju-Jitsu European Union (EJJF) gegründet. Bis 1987 wurden alle europäischen Länder Mitglied der EJJF. Da sich die EJJF bereits längere Zeit um die internationalen Belange des Jiu-Jitsu-Sports kümmerte, wurde der Wunsch nach einem internationalen Dachverband laut. 1987 gründete sich die International Ju-Jitsu Federation. Die EJJF blieb der europäische Dachverband und auf den anderen Kontinenten wurden jeweils eigene Dachverbände gegründet.
1993 erhielt der Dachverband die Anerkennung der General Association of International Sports Federations (heute: Sportaccord) und 1994 die Anerkennung der International World Games Association (IWGA). 1997 war Jiu-Jitsu erstmals bei den World Games vertreten. 1998 benannte sich der Verband in Ju-Jitsu International Federation um.

## Struktur
Die JJIF besteht aus drei Teilen: die Vollversammlung (Congress), der Vorstand (Board of Directors) und den Ausschüssen (Committees). Die Vollversammlung ist die höchste Versammlung der Organisation und besteht aus den einzelnen Abgesandten der Länder. Sie wird jährlich, nach den Olympischen Sommerspielen alle vier Jahre sowie bei Bedarf  abgehalten. Nur dort können Änderungen der Struktur und der Regeln beschlossen werden.
Der Vorstand besteht aus Präsident und drei Vizepräsidenten, Generalsekretär und Stellvertreter, Schatzmeister, zwei technischen Leitern, den Präsidenten der Kontinentalverbände sowie zwei Beisitzern.
Derzeitiger Vorstand:
| Amt               | Amtsinhaber                             |
| ----------------- | --------------------------------------- |
| Präsident         | Pamagiotis Theodoropoulus               |
| Generalsekretärin | Dana Mihaela Mortelmans                 |
| Schatzmeister     | Luc Mortelmans                          |
| Vizepräsidenten   | Dylan Sung, Tomo Borrisov, Igor Lanzoni |

## Mitglieder
Mitglied können nur die Dachverbände einzelner Staaten werden und es darf nur ein Dachverband pro Staat Mitglied werden. Die Mitgliedsstaaten werden automatisch Mitglied der fünf Kontinental-Organisationen:
| Kontinent | Kontinental-Verband                | Präsident                       |
| --------- | ---------------------------------- | ------------------------------- |
| Afrika    | Ju-Jitsu African Union (JJAFU)     | Colince Tatsa Tschinda          |
| Amerika   | Ju-Jitsu Pan American Union (UPJJ) | Ignacio Aloise                  |
| Asien     | Ju-Jitsu Asian Union (JJAU)        | Abdulmunem Alsayed M. Al Hashmi |
| Europa    | Ju-Jitsu European Union (JJEU)     | Dario Quenza                    |

Australien und Ozeanien werden derzeit noch von keinem Verband vertreten.